# 贝拉米礼

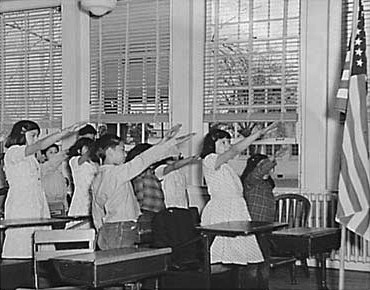
1941年，美国儿童向国旗致贝拉米礼

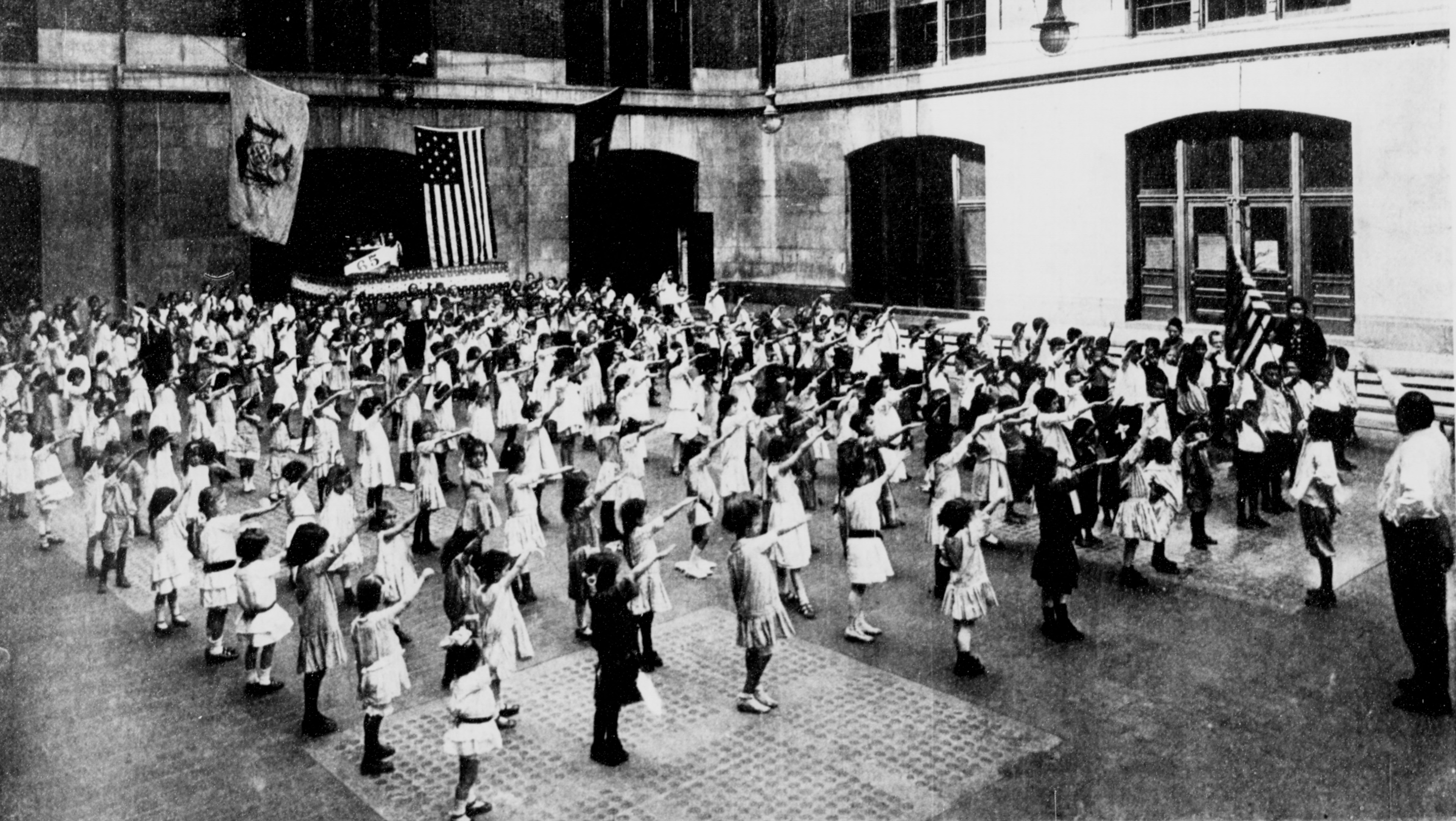
一群兒童致贝拉米礼，1915年

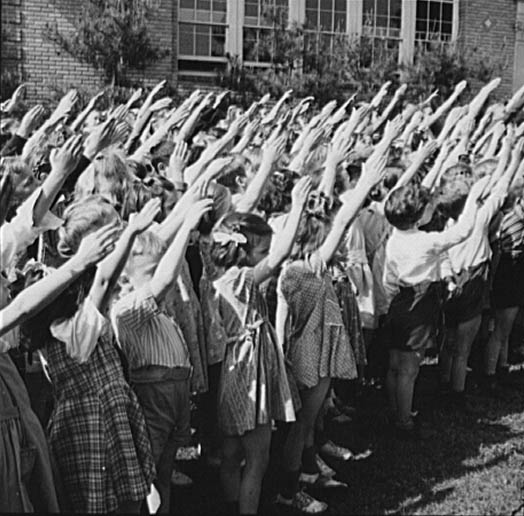
一群儿童致贝拉米礼，1942年5月

贝拉米礼（英語：Bellamy salute）是美国《忠誠宣誓》的作者弗朗西斯·貝拉米所提倡的一种宣誓时所使用的敬礼。该致敬手势最初在《忠誠宣誓》提出的时候被描述为“国旗敬礼”，該誓詞和敬礼均起源于19世紀末。随后在20世纪二十年代，意大利法西斯及德国纳粹均采用了一个參考羅馬式敬禮的敬礼方式，这种手势据称在古罗马被广泛使用。因納粹禮与贝拉米礼十分相似，导致贝拉米礼的使用在美国引发了争议，随后被国会于1942年12月22日决议以hand-over-heart salute取代。

## 历史
贝拉米礼的发明者是《The Youth's Companion》一书的编辑詹姆斯厄本（James B. Upham）。贝拉米回忆道，在厄本宣读誓词的时候，他把脚跟撞在一起并读出“现在国旗升起，我庄严宣誓效忠国旗”，他举起了右手，并在宣誓过程中保持抬起状态。
贝拉米礼作為宣誓手勢的使用是在1892年10月12日出版的，为全国学校庆祝哥伦布日所作的指引中被首次提出
At a signal from the Principal the pupils, in ordered ranks, hands to the side, face the Flag. Another signal is given; every pupil gives the flag the military salute -- right hand lifted, palm downward, to align with the forehead and close to it. Standing thus, all repeat together, slowly, “I pledge allegiance to my Flag and the Republic for which it stands; one Nation indivisible, with Liberty and Justice for all.” At the words, “to my Flag,” the right hand is extended gracefully, palm upward, toward the Flag, and remains in this gesture till the end of the affirmation; whereupon all hands immediately drop to the side.——From The Youth’s Companion, 65 (1892): 446–447.
最初，贝拉米所描述的敬礼为手臂伸开，手心向上，但民众认为敬礼时较为不便，改用手心向下敬礼。
在1920年前，意大利法西斯采用了所谓羅馬式敬禮来强化以古罗马为目标复兴意大利的观念。同样的仪式也被德国纳粹采用，并由此产生了納粹禮。与纳粹礼的相似性使得贝拉米礼在第二次世界大战期间引发了质疑。从1939年至偷袭珍珠港事件发生期间，支持參戰的干預主義分子以此贬损美国优先委员会的声誉（該團體反對美国加入二战）。在他们的宣传图片中，查爾斯·林白（一个反对加入二战的先锋人物）被描述為正在行纳粹礼，但实际上图中的他是在行贝拉米礼。在1998年获普利策传记文学奖的《林白》中，其作者A. Scott Berg解释称林白当时正与其他反對參戰的孤立主义者行贝拉米礼，而干預主義分子选择了一个无法看到国旗的角度拍摄并宣传以贬低林白。
为防止贝拉米礼进一步引发质疑和矛盾。美国国会最终於1942年末以hand-over-the-heart式敬礼替代了贝拉米礼，即右手手掌放於左胸前，手肘向下而手臂貼著身體。

## 延伸閱讀
- Berg, A. Scott. . New York: Berkley Books. 1999-09-01. ISBN 978-0425170410.